# Avenue des Héliotropes (Bruxelles)
Pour les articles homonymes, voir Rue des Héliotropes.
L'avenue des Héliotropes (en néerlandais : Heliotropenlaan) est une avenue bruxelloise de la commune de Schaerbeek.

## Situation et accès
Cette voie va  du boulevard Lambermont à l'avenue Gustave Latinis en passant par la rue des Mimosas. Elle fait partie du quartier des fleurs.
La numérotation des habitations va de 1 à 35 pour le côté impair et de 2 à 32 pour le côté pair.

## Origine du nom
Les héliotropes (genre Heliotropium) sont des plantes appartenant à la famille des Boraginacées, qui doivent leur nom au fait que leurs feuilles se tourneraient vers le soleil. Il en existe environ 250 espèces dans le monde, notamment dans les régions subtropicales. En Europe, on les rencontre surtout en région méditerranéenne. L'espèce la plus répandue est Heliotropium europaeum, l'héliotrope commun ou héliotrope d'Europe.

## Bâtiments remarquables et lieux de mémoire
- no 1 : Ailanthus altissima répertorié comme arbre remarquable et classé en date du 3 septembre 2009